# Il giovedì grasso

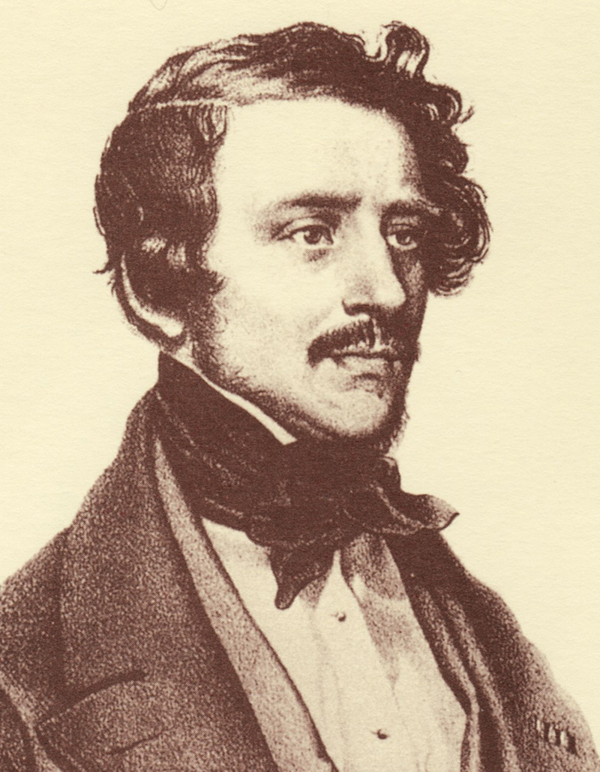
Gaetano Donizetti.

Il giovedì grasso (ordagrant Skärtorsdagen) är en italiensk opera i en akt med musik av Gaetano Donizetti och libretto av Domenico Gilardoni efter pjäserna Monsieur de Pourceaugnac av Molière och Le nouveau Pourceaugnac (1817) av Eugène Scribe och Charles-Gaspard Delestre-Poirson.

## Historia
I operan förekommer talad dialog istället för recitativ, och bufforollen sjungs på neapolitansk dialekt. Operan hade premiär den 26 februari 1829 på Teatro del Fondo i Neapel.

## Personer
| Roller            | Röstläge    | Premiärbesättning 26 februari 1829 (Dirigent: ) |
| ----------------- | ----------- | ----------------------------------------------- |
| Ernesto Rousignac | tenor       | Giovanni Battista Rubini                        |
| Stefanina         | sopran      | Rosalinda Grossi                                |
| Nina              | kontraalt   | Adelaide Comelli-Rubini                         |
| Sigismondo        | bas         | Luigi Lablache                                  |
| Översten          | baryton     | Giovanni Battista Campagnoli                    |
| Teodoro           | tenor       | Giovanni Arrigotti                              |
| Camilla           | mezzosopran | Maria Carraro                                   |
| Cola              | bas         | Giovanni Pace                                   |

## Handling
Nina är förälskad i Teodoro, men hennes fader översten vill att hon gifter sig med Ernesto. Monsieur och madame Piquet beslutar sig för att hjälpa henne. De planerar en fälla byggd på Molières pjäs Monsieur de Pourceaugnac i vilken en storstadssnobb luras av smarta bybor. När Ernesto dyker upp hälsar monsieur Piquet (under namnet Sigismondo) honom som en gammal vän. Men Ernesto överrumplar honom genom att han låtsas känna igen madame Piquet (nu under namnet Camilla) som en gammal flamma och antyder ett förhållande. Detta upprör Piquet-Sigismondo. Det hela slutar med att Ernesto lyckas övertala översten att tillåta Nina att gifta sig med Teodor. Även paret Piquet försonas.